# Cuốc chân đỏ
Cuốc chân đỏ (tên khoa học: Amaurornis akool
), là loài chim thuộc họ Gà nước, phân bố ở Nam Á và Đông Nam Á.

## Hình ảnh

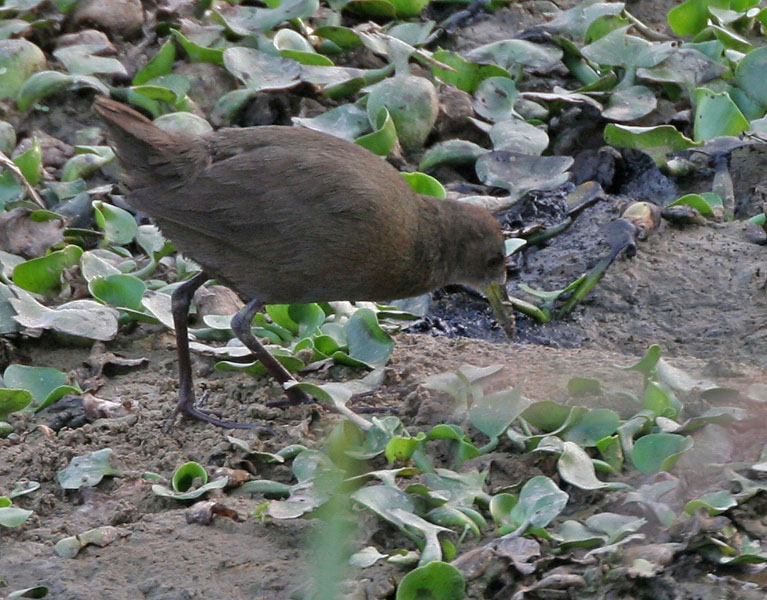
Tại Hodal, Faridabad, Haryana, Ấn Độ.
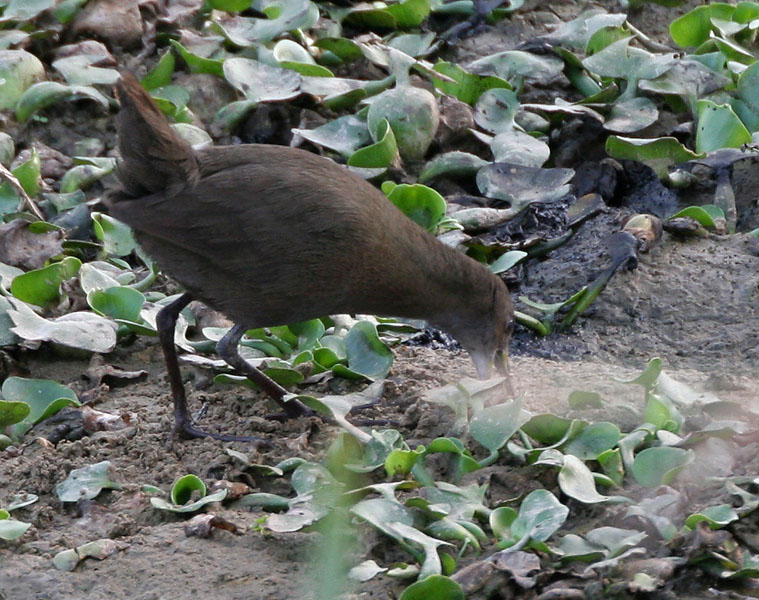
Tại Hodal, Faridabad, Haryana, Ấn Độ.
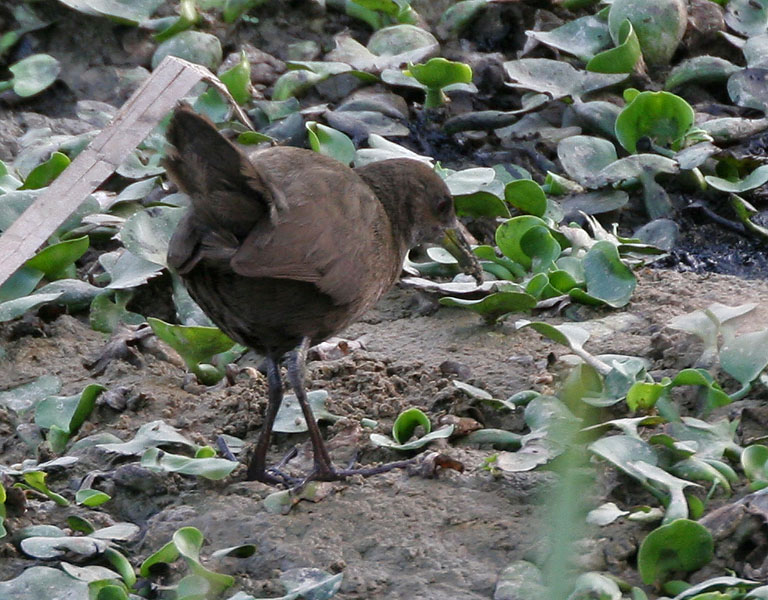
Tại Hodal, Faridabad, Haryana, Ấn Độ.
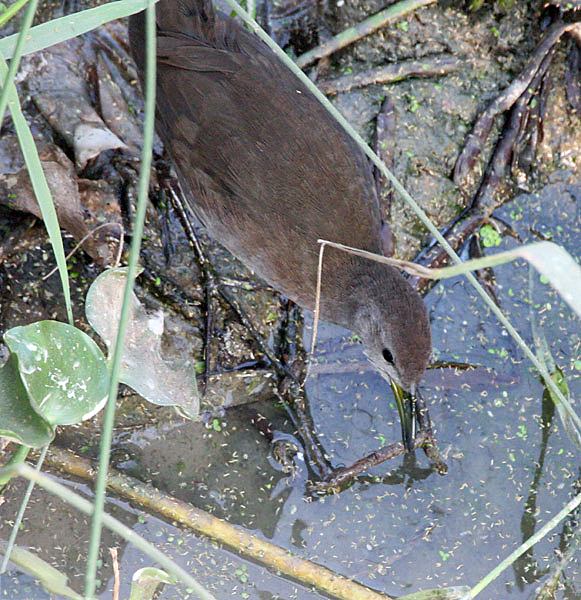
Tại Hodal, Faridabad, Haryana, Ấn Độ.
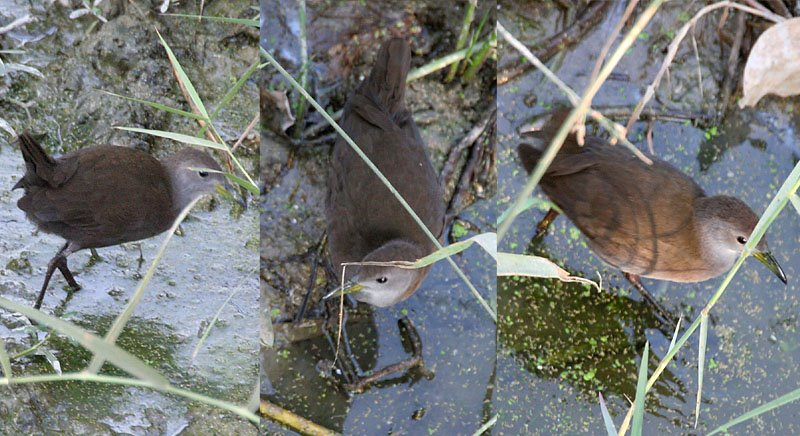
Tại Hodal, Faridabad, Haryana, Ấn Độ.